# Helmut Dantine

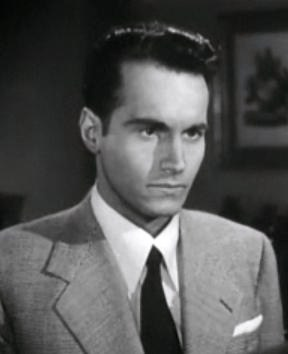
Helmut Dantine en Shadow of a Woman (1946)

Helmut Dantine (7 de octubre de 1917-2 de mayo de 1982) fue un actor cinematográfico y televisivo estadounidense de origen austriaco, conocido por sus personajes nazis en filmes rodados en los años 1940. En su actuación más conocida, el actor interpretó a un refugiado en la película Casablanca. Cuando su carrera como actor empezó a decaer, Dantine se dedicó a labores de producción.

## Biografía

### Inicios
Su verdadero nombre era Helmut Guttman, y nació en Viena, Austria. El padre de Dantine, Alfred Guttman, era director del sistema ferroviario austriaco en Viena. Siendo joven, Dantine se vio involucrado en el movimiento Antinazi en Viena. En 1938, a los 21 años de edad, los nazis tomaron Austria en el Anschluss, y Dantine fue hecho prisionero en un campo de concentración a las afueras de la capital.
Tres meses más tarde, y utilizando su influencia, sus padres consiguieron su liberación, enviándolo de manera inmediata a California, Estados Unidos, a vivir con un amigo.

### Carrera en el cine
Dantine ingresó en la Universidad de California en Los Ángeles, y empezó su carrera de actor en el Pasadena Playhouse. Allí fue descubierto por un cazatalentos, siendo contratado por Warner Bros.. 
Entre sus primeros papeles, sin créditos, figura el de un piloto en el film de aventuras International Squadron (1941, con Ronald Reagan), y el que llevó a cabo en la comedia Ser o no ser (1942, de Ernst Lubitsch, con Carole Lombard), en su primera actuación con créditos. También en 1942, Dantine actuó en la celebérrima Casablanca (1942, de Michael Curtiz, protagonizada por Humphrey Bogart), con el papel de Jan Brandel, que interpretó junto a Joy Page.
En los primeros años 1940, Dantine se encontró, paradójicamente, interpretando a militares alemanes y a oficiales nazis, como ocurrió con La señora Miniver (1942, con Greer Garson y Walter Pidgeon), Desperate Journey (1942), Edge of Darkness (1943) y Northern Pursuit (1943), las tres junto a Errol Flynn. Con Passage to Marseille (1944), de nuevo con Humphrey Bogart, la carrera cinematográfica de Dantine alcanzó su momento álgido. En 1944, en la votación "Stars of Tomorrow", Dantine quedó el número diez de la lista.
En la segunda mitad del decenio apareció con menor frecuencia en la pantalla, y hasta mediados de los años 1950, prefirió centrarse en la televisión, participando en shows como Shadow of the Cloak en la temporada 1951-1952.
En el medio teatral, en 1947 actuó junto a Tallulah Bankhead en una obra representada en el circuito de Broadway, El águila de dos cabezas. Según Jean Cocteau, autor de la pieza, Bankhead alteró la obra, por lo que la producción no tuvo éxito, representándose únicamente 29 veces. Dantine actuó también en Broadway en 1950, en la obra Parisienne, de Henry Becque.
Su vuelta al cine, tras su papel del príncipe Hugo en el musical Call Me Madam (1953), tuvo lugar con dos grandes producciones históricas, Alejandro Magno (1956, con Richard Burton), y Guerra y paz (1956), film en el que encarnó Dolokhov junto a Henry Fonda y Audrey Hepburn. 
Sin embargo, y tras tener una única experiencia como director, el film  Thundering Jets (1958, protagonizado por Rex Reason), Dantine retomó la actividad televisiva, actuando de modo discontinuo en los años 1960 en producciones como The Rogues (1965), Run for Your Life (1967) y Galería Nocturna (1971). En esa época actuó también en la cinta  Operación Crossbow (1965).
Su trayectoria cinematográfica resurgió brevemente en los inicios de los años 1970, cuando participó, tanto como actor como productor ejecutivo en el western Quiero la cabeza de Alfredo García (1974) y en el film de acción The Killer Elite  (1975), ambos de Sam Peckinpah, así como en The Wilby Conspiracy (1975), drama político dirigido por Ralph Nelson. Su última actuación en la pantalla, antes de retirarse, tuvo lugar en 1979 en el film de aventuras The Fifth Musketeer (1979).
Cuando su carrera había empezado a decaer, en 1959 fue nombrado vicepresidente de la compañía del magnate de Hollywood Joseph Schenck, tío de su esposa.

### Vida personal
Antes de graduarse en la UCLA, se casó con una compañera de estudios teatrales, Gwen Anderson, de la que se divorció en 1943.
Posteriormente, en 1945 o incluso antes, se nacionalizó estadounidense.
En 1947 se casó con Charlene Stafford Wrightsman (1927–1963), hija menor de Charles B. Wrightsman, un millonario petrolero cuya colección de muebles franceses y objetos artísticos se expone en el Museo Metropolitano de Arte. La pareja tuvo un hijo, Dana Wrightsman Dantine, antes de divorciarse en 1950. 
En 1958, Dantine se casó con Nicola Schenck, hija de Nicholas Schenck, uno de los fundadores de Loews Corporation. Su esposa fue actriz con el nombre artístico de Niki Dantine. Tuvieron tres hijos: Dita, Nicola and Shelley. En 1971, Helmut y Niki Dantine se divorciaron.
Helmut Dantine falleció en 1982 en Beverly Hills, California, a causa de un infarto agudo de miocardio. Tenía 63 años de edad. Fue enterrado en el Cementerio Westwood Village Memorial Park, en Los Ángeles.

## FilmografÍa

### Cine
- Escape, de Mervyn LeRoy (1940)
- International Squadron, de Lothar Mendes y Lewis Seiler (1941)
- Ser o no ser, de Ernst Lubitsch (1942)
- La señora Miniver, de William Wyler (1942)
- The Pied Piper, de Irving Pichel (1942)
- Desperate Journey, de Raoul Walsh (1942)
- The Navy Comes Through, de A. Edward Sutherland (1942)
- Casablanca, de Michael Curtiz (1942)
- Edge of Darkness, de Lewis Milestone (1943)
- Mission to Moscow, de Michael Curtiz (1943)
- Watch on the Rhine, de Herman Shumlin (1943)
- Northern Pursuit, de Raoul Walsh (1943)
- Passage to Marseille, de Michael Curtiz (1944)
- Hollywood Canteen, de Delmer Daves (1944)
- Hotel Berlin, de Peter Godfrey (1945)
- Escape in the Desert, de Edward A. Blatt (1945)
- Shadow of a Woman, de Joseph Santley (1946)
- Whispering City, de Fyodor Otsep (1947)
- Guerrilla Girl, de John Christian (1953)
- Call Me Madam, de Walter Lang (1953)
- Stranger from Venus, de Burt Balaban (1954)
- Kean - Genio e sregolatezza, de Vittorio Gassman y Francesco Rosi (1956)
- Alejandro Magno, de Robert Rossen (1956)
- Guerra y paz, de King Vidor (1956)
- Hell on Devil's Island, de Christian Nyby (1957)
- La historia de la humanidad, de Irwin Allen (1957)
- Fraülein, de Henry Koster (1958)
- La tempesta, de Alberto Lattuada (1958)
- Operación Crossbow, de Michael Anderson (1965)
- Quiero la cabeza de Alfredo García, de Sam Peckinpah (1974)
- The Wilby Conspiracy, de Ralph Nelson (1975)
- The Killer Elite, de Sam Peckinpah (1975)
- The Fifth Musketeer, de Ken Annakin (1979)

### Televisión
- Studio One: episodio 1.20 (1949)
- Lights Out: episodio 2.11 (1949)
- The Clock: episodio 1.34 (1950)
- The Ford Television Theatre: episodio 1.25 (1953)
- Suspense: episodio 6.17 (1954)
- Climax!: episodio 3.18 (1957)
- General Electric Theatre: episodio 5.22 (1957)
- The Millionaire: episodio 3.35 (1957)
- On Trial: episodio 1.27 (1957)
- Studio 57: episodios 3.21 (1957) y 4.12 (1958)
- Schlitz Playhouse of Stars: episodios 2.25 (1953) y 7.27 (1958)
- The Thin Man: episodio 2.8 (1958)
- Sugarfoot: episodio 2.14 (1959)
- Playhouse 90: episodios 1.27 (1957) y 4.13 (1960)
- The Rogues: episodio 1.22 (1965)
- Run for Your Life: episodio 2.24 (1967)
- Galería Nocturna: episodio 2.6 (1971)
- Medical Story: episodio 1.11 (1976)

### Director
- Thundering Jets (1958)